# Tuzantla (kommun)
Tuzantla är en kommun i Mexiko.   Den ligger i delstaten Michoacán de Ocampo, i den södra delen av landet, 160 km väster om huvudstaden Mexico City.
Följande samhällen finns i Tuzantla:
- Tuzantla
- Arroyo Seco
- Las Juntas del Tanque
- Bejucalillos
- Caña Quemada
- Francisco Villa
- La Colonia
- El Paso de la Virgen
- Organista y Potrerillos
- Maguey Acuitzio
- Mendoza y Cuirindales
- Los Pinzanes
- Las Anonas
- El Balseadero
- La Parota del Brasil
- Acucha de Cajoncitos
- El Rodeo de Soledad Grande
- El Cuajilote
- Las Lajas del Bosque
- Paso Ancho
- La Pinzanera
- El Pantano